# Багате (Бєлгородська область)
Багате (рос. Богатое) — село в Івнянському районі Бєлгородської області Російської Федерації.
Населення становить 531  особу. Входить до складу муніципального утворення Богатенське сільське поселення.

## Історія
Населений пункт розташований у східній частині української суцільної етнічної території — східній Слобожанщині.
Згідно із законом від 20 грудня 2004 року № 159 від 20 грудня 2004 року органом місцевого самоврядування було Богатенське сільське поселення.

## Населення
| 1923 | 2002 | 2010 |
| ---- | ---- | ---- |
| 548  | ↗576 | ↘531 |